# Hallomenus adumbratus
Hallomenus adumbratus is een keversoort uit de familie winterkevers (Tetratomidae). De wetenschappelijke naam van de soort werd in 1922 gepubliceerd door Jan Roubal.